# Turze (Kuźnia Raciborska)
Turze (deutsch Wellendorf) ist ein Dorf in der Gmina Kuźnia Raciborska    im Powiat Raciborski der polnischen Woiwodschaft Schlesien.

## Geschichte
Zum ersten Mal wurde das Dorf 1205 als Turschow erwähnt. 1300 war der Ortsname Tursy. Das Dorf an der Oder hatte schon immer einen landwirtschaftlichen Charakter. 1885 waren es hier 1702 Einwohner in 274 Häusern.
1911 wurde der alte Ortsname, Thurze mit dem neuen Namen, Wellendorf gewechselt. Am 12. November 1945 wurde der ganz neue polnische Ortsname, Turze bestimmt. In den Jahren 1975–1998 war das Dorf administrativ Anteil der alten polnischen Woiwodschaft Kattowitz.

## Edukation
In Wellendorf befindet sich ein Kindergarten, der ein Abteil des Kindergartens in Ratiborhammer ist. Aktuell lernen dort 26 Kinder.